# Mixite
La mixite est une espèce minérale formée d'arséniate de cuivre et de bismuth de formule BiCu6(AsO4)3(OH)6•3(H2O).

## Historique de la description et appellations

### Inventeur et étymologie
Décrite par le minéralogiste Schrauf en 1879 et dédiée à Anton Mixa (1838-1906), officier des mines de Jachymov.

### Topotype
Jáchymov (St Joachimsthal), Krusne Hory (Erzgebirge), Západoceský Kraj, Bohème, Tchéquie.

### Cristallochimie
Elle sert de chef de file à un groupe de minéraux isostructuraux qui porte son nom.
Groupe de la Mixite
- Mixite BiCu6(AsO4)3(OH)6•3(H2O) P 63/m 6/m
- Agardite-(Y) (Y,Ca)Cu6(AsO4)3(OH)6•3(H2O) P 63/m 6/m
- Agardite-(La) (La,Ca)Cu6(AsO4)3(OH)6•3(H2O) P 63/m 6/m
- Agardite-(Nd) (Pb,Nd,Y,La,Ca)Cu6(AsO4)3(OH)6•3(H2O) 6/m
- Agardite-(Dy) (Dy,La,Ca)Cu6(AsO4)3(OH)6•3(H2O) 6/m
- Agardite-(Ca) CaCu6(AsO4)3(OH)6•3(H2O) 6/m
- Agardite-(Ce) (Ce,Ca)Cu6(AsO4)3(OH)6•3(H2O) P 63/m 6/m
- Goudeyite (Al,Y)Cu6(AsO4)3(OH)6•3(H2O) Unk Hex
- Zalesiite (Ca,Y)Cu6(AsO4)3(OH)6•3(H2O) P 63/m 6/m
- Plumboagardite (Pb,REE,Ca)Cu6(AsO4)3(OH)6•3(H2O) P 63/m 6/m

### Cristallographie
- Paramètres de la maille conventionnelle : {\displaystyle a} = 13,63 Å, {\displaystyle c} = 5,90 Å ; Z = 2 ; V = 949,24 Å3
- Densité calculée =  4,07 g cm−3

## Gîtes et gisements

### Gîtologie et minéraux associés
GîtologieDans les minéralisations secondaires des veines de minerai de cuivre et bismuth.
Minéraux associésAtelestite, barytine, bismuth, bismutite, érythrite, malachite, smaltite.

### Gisements producteurs de spécimens remarquables
- France

Mine du Tistoulet, Padern, Tuchan, Aude, Languedoc-Roussillon  
Mine de Cap Garonne, Le Pradet, Var, Provence-Alpes-Côte d'Azur
- Grèce

Mine de Sounion  No. 19 ("Chloridstollen"), Laurion, Attique
- Tchéquie

Jáchymov (St Joachimsthal), Krusne Hory (Erzgebirge), Západoceský Kraj, Bohème (topotype)